# Danviks väderkvarn

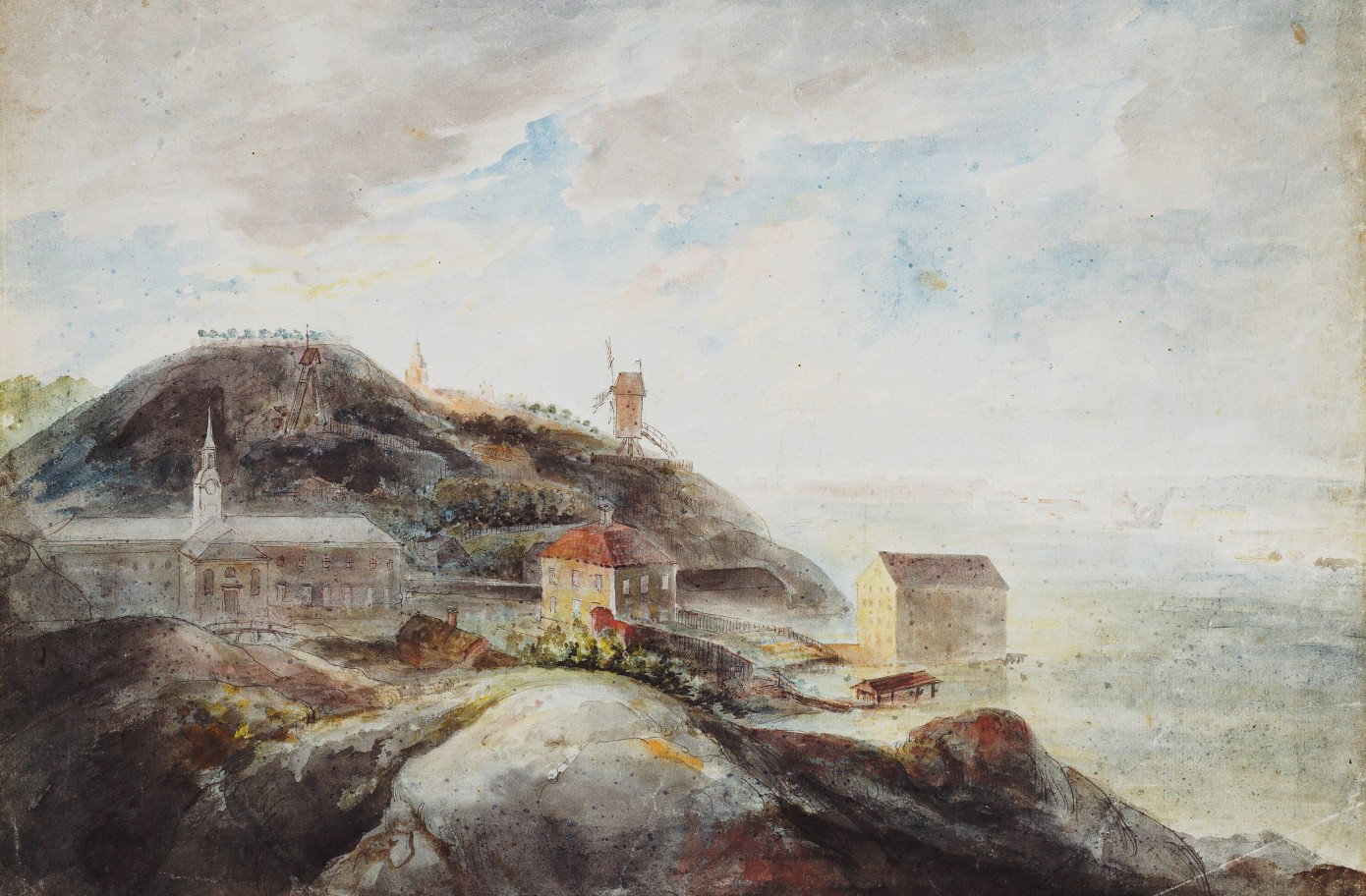
Danviks väderkvarn och Fåfängan, akvarell av Elias Martin, omkring 1800.

Danviks väderkvarn var en väderkvarn belägen vid Danvikens hospital på nordvästra Sicklaön i nuvarande Nacka kommun. Kvarnen uppfördes omkring 1680 och revs på 1860-talet.

## Historik

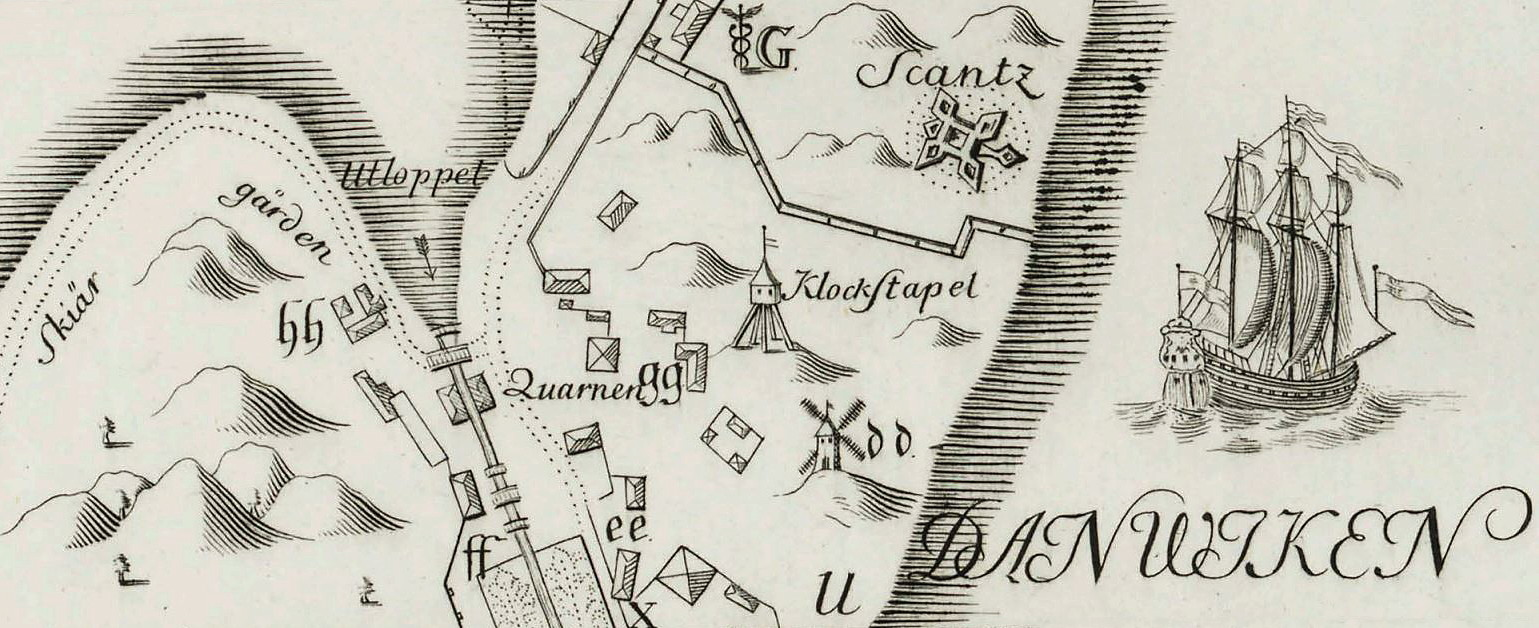
Väderkvarnen (dd) på Tillæi karta, 1733.
Norr är till höger.

Strax norr om Danvikens hospitalsområde, på Fåfängans östra sluttning, i den så kallade Danvikslunden, ägde hospitalet en väderkvarn. Väderkvarnen togs i drift omkring 1680. I Holms tomtbok från 1674 är den ännu inte redovisad. Kvarnen skulle komplettera Danviks vattenkvarn eftersom vattentillgången i Danviks ström var ganska ojämn. 
Som bland annat framgår av konstnären Elias Martins akvarell från omkring år 1800 var kvarnen troligen en så kallad stubbkvarn där hela kvarnhuset vreds i rätt vindriktning. Från platsen framför vattenkvarnen gick en väg i serpentiner upp till väderkvarnen och till Danviks kyrkas klockstapel. Dagens väg Klockstapelbacken påminner fortfarande om den. Väderkvarnen revs på 1860-talet. På en klippavsats på Fåfängans östra sluttning med utsikt över Danviks hospital och Saltsjökvarn kan man fortfarande ana kvarnens fundament som ligger alldeles intill stupet ner till Danvikskanalen.